# Сергий IV (герцог Неаполя)
Сергий IV Неаполитанский (фр. Serge IV de Naples, итал. Sergio IV di Napoli) — герцог Неаполя в 1002—1034 годах.
Первый из южноитальянских властителей предоставил норманнам феод, сделав их частью феодальной иерархии.
Во время карательного похода императора Генриха II против капуанского князя Пандульфа IV (1024) Сергий IV, не дожидаясь подхода императорской армии, изъявил покорность. Сам Пандульф IV после длительной осады Капуи был взят в плен и увезён в Германию. Вернувшись из плена в 1026 году, Пандульф IV выбил из Капуи назначенного немцами князя Пандульфа Теанского, который нашёл убежище в Неаполе. Пандульф IV вслед за этим напал на Неаполь, преследуя соперника. Неаполь был взят Пандульфом IV, а Сергий IV удалился в изгнание. Впервые за время существования герцогства оно было захвачено врагами.
В 1029 году Пандульф IV рассорился со своими наёмниками-норманнами во главе с Райнульфом Дренго. Сергий IV немедленно нанял норманнов и с их помощью освободил Неаполь от капуанского князя. В благодарность Сергий IV дал свою сестру в жёны Райнульфу Дренго и произвёл новоиспечённого зятя в графы Аверсы (1030 год).
В 1034 году Пандульф IV инспирировал в принадлежавшем Неаполю Сорренто восстание и присоединил город к своим владениям. Райнульф Дренго, только что овдовев, моментально сменил фронт и поклялся в верности Пандульфу IV. Потрясённый предательством, Сергий IV удалился в монастырь, оставив власть своему сыну Иоанну V.

## Дети
- Иоанн V — герцог Неаполя в 1034 — 1042 годах.